# بهروز رهبری‌فر
بهروز رهبری‌فر (زاده ۱۱ مرداد ۱۳۵۰ در تهران) بازیکن سابق باشگاه پرسپولیس است. او در سریال پژمان ساختهٔ سروش صحت ایفای نقش کرده‌است.
او یک بار بهترین مدافع لیگ ایران شد.

## فیلم‌شناسی
| سال  | نام                                    | نقش              | کارگردان                  | پخش          |
| ---- | -------------------------------------- | ---------------- | ------------------------- | ------------ |
| ۱۴۰۱ | روزی روزگاری مریخ (مجموعه نمایش خانگی) | خسرو خاردار/ ادی | پیمان قاسم‌خانی محسن چگینی | فیلیمو نماوا |
| ۱۳۹۲ | پژمان                                  | بهروز رهبری‌فرد   | سروش صحت                  | شبکه۳        |

## فوتبال حرفه‌ای
رهبری‌فر در سال ۱۳۷۲ به پرسپولیس پیوست و ۹ فصل برای این تیم بازی کرد. در آغاز لیگ برتر ۸۳–۱۳۸۲، اکبر غمخوار ریاست باشگاه را به‌عهده گرفت و به اصلاحات جدیدی پرداخت؛ در این اصلاحات، بازیکنانی مانند رهبری‌فر که روابط گرمی با علی پروین داشتند، کنار گذاشته شدند. به همین دلیل رهبری‌فر پرسپولیس را ترک کرد و به پاس تهران پیوست. تنها گلی که او که برای پاس تهران به ثمر رساند، مقابل پرسپولیس و از روی نقطهٔ پنالتی بود. بهروز رهبری‌فر به همراه سهراب بختیاری‌زاده جزو اولین مدافعان سیستم دفاع چهار نفری و خطی در تیم ملی فوتبال ایران بودند که نمایش قابل قبولی در مسابقات قهرمانی غرب آسیا داشتند.
رهبری فر در جام ملت های آسیا ۲۰۰۰ که به میزبانی لبنان برگزار شد بازیکن فیکس تیم ملی با هدایت جلال طالبی بود و با شماره ۲۰ در آن تورنمنت بازی کرد